# Sucre (munteenheid)

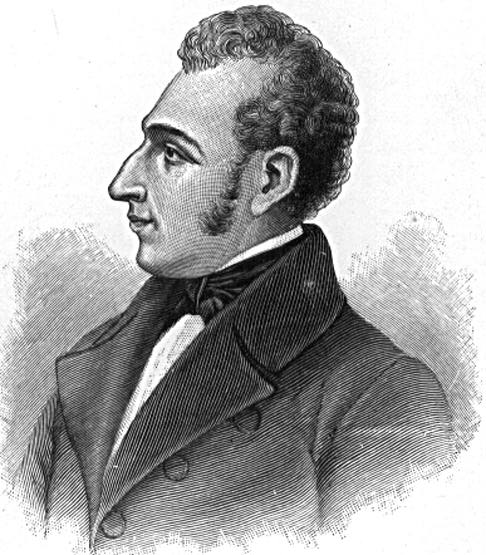
Antonio José de Sucre

Sucre was tot 2000 de officiële munt van Ecuador. Als gevolg van een grote financiële crisis veranderde Ecuador toen de munteenheid in de dollar (13/09/2000). De Sucre werd verdeeld in 100 centavos. De ISO 4217-code van deze munt was ECS.

## Geschiedenis
De Sucre werd op 22 maart 1884 als munteenheid in Ecuador ingevoerd. De munt is vernoemd naar de vrijheidsstrijder Antonio José de Sucre, die op 24 mei 1822 de Spaanse troepen op de vlucht deed slaan tijdens een veldslag bij de vulkaan Pichincha. Deze gebeurtenis wordt beschouwd als de geboorte van Ecuador.
Toen in 2000 besloten werd om de dollar in te voeren, werd één USD gelijkgesteld aan 25.000 Sucres. In het begin van 1999 was de wisselkoers 1 dollar tegen ongeveer 6500 Sucres. Met een inflatiecijfer van meer dan 90% per jaar, daalde de waarde van de Sucre aanzienlijk. Dit deed de president Jamil Mahuad besluiten om op 9 januari 2000 de Sucre af te schaffen en de dollar in te voeren. In 2002 werd de Sucre definitief afgeschaft.
| Obverse & Reverse | Value (S/.) | Dimensions  | Predominant color | Depicted celebrity (obverse)                      |
| ----------------- | ----------- | ----------- | ----------------- | ------------------------------------------------- |
|                   | 5           | 140 x 65 mm | Red               | Antonio José de Sucre                             |
|                   | 10          | 140 x 65 mm | Blue              | Sebastián de Belalcázar                           |
|                   | 20          | 140 x 65 mm | Cream             | la Compañía de Jesús, Quito                       |
|                   | 50          | 140 x 65 mm | Green             | Monumento a los Proceres del 9 de octubre de 1820 |
|                   | 100         | 140 x 65 mm | Purple            | Simon Bolivar                                     |
|                   | 500         | 140 x 65 mm | Blue              | Dr. Eugenio de Santa Cruz y Espejo                |
|                   | 1000        | 140 x 65 mm | Green             | Rumiñahui                                         |
|                   | 5,000       | 140 x 65 mm | Brown + purple    | Juan Montalvo                                     |
|                   | 10,000      | 140 x 65 mm | Brown + green     | Vicente Rocafuerte                                |
|                   | 20,000      | 140 x 65 mm | Brown + blue      | Gabriel Garcia Moreno                             |
|                   | 50,000      | 140 x 65 mm | Brown + orange    | Eloy Alfaro                                       |